# Open Gaz de France 1993
L'Open Gaz de France 1993 è stato un torneo di tennis giocato sul cemento indoor. È stata la 1ª edizione dell'Open Gaz de France, che fa parte della categoria Tier II nell'ambito del WTA Tour 1993. Si è giocato dal 15 al 21 febbraio 1993.

## Campionesse

### Singolare
Martina Navrátilová ha battuto in finale  Monica Seles con il punteggio di 6–3, 4–6, 7–6

### Doppio
Jana Novotná /  Andrea Strnadová hanno battuto in finale  Jo Durie /  Catherine Suire con il punteggio di 7–6, 6–2